# 15号州际公路亚利桑那州段
15号州际公路（英語：Interstate 15，简称 -15）是连接美国加利福尼亚州圣地亚哥至美加边界的南北向州际公路，途经亚利桑那州西北部的莫哈维县。該公路在亚利桑那州境内全长47.36公里，皆行經該州人口較不密集的亚利桑那地带，并亦行经风景优美的维尔京河大峡谷闻名。公路从内华达州克拉克县梅斯基特东北边境进入亚利桑那州並整体保持东北走向，从犹他州圣乔治西南边境離開亚利桑那州。
公路在經過小田前与91号莫哈維縣縣道大致平行，通過小田後进入维尔京河大峡谷。從内华达州抵達小田的路段早在20世纪60年代初便通车，但峡谷内的路段直至1973年才完工。該段在完成后刷新美国鄉間高速公路修建成本的新纪录。

## 路线详解

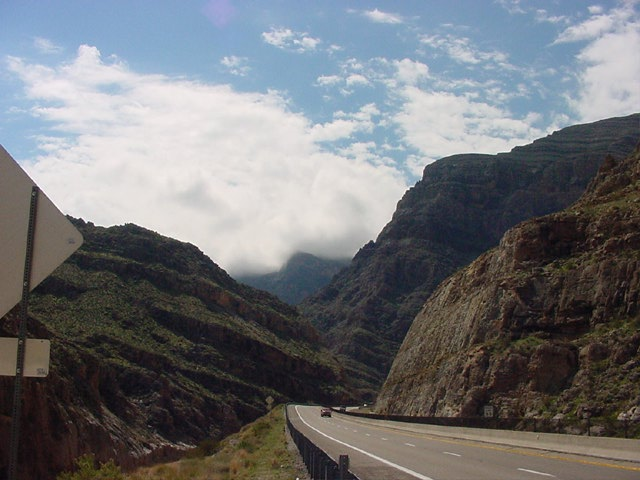
15号州际公路经过风景优美的维尔京河大峡谷

15号州际公路在亚利桑那州境內的路段是屬於加美墨贸易走廊的一部分。此路段與15號州際公路犹他州路段都被指定为“退伍军人纪念公路”，其中亚利桑那州段平均每天通行汽车量约2.8万辆。
公路从内华达州拉斯维加斯和梅斯基特（Mesquite）东北部进入亚利桑那州後与91号莫哈維縣縣道大致平行，朝東北方的维尔京河前進。在位於小田的八号出口，15号州际公路與转向北上以避开维尔京河大峡谷的91号莫哈維縣縣道相交。通過八号出口後，15号州际公路首次跨越维尔京河，接著與一地方道路形成九号出口，采用右进右出的辅路设计。。

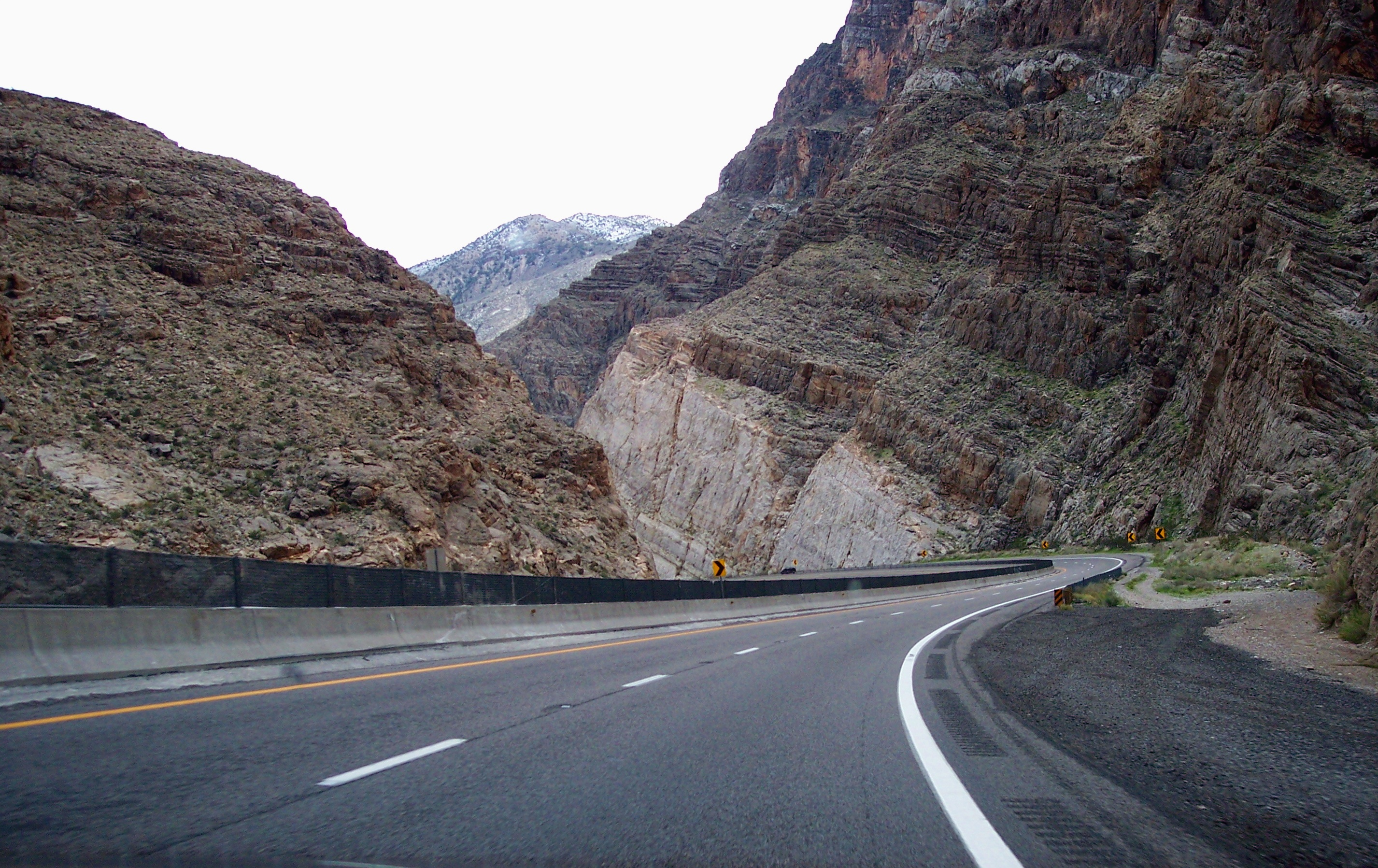
15号州际公路即将向北进入维尔京河大峡谷

离开九号出口后，公路进入维尔京河大峡谷，其沿途地形逐漸变得崎岖。公路兩側為可高出公路150米的石灰岩悬崖；路肩有多处可供停车以方便觀賞大峽谷的景觀。峡谷内呈北高南低，並有五座桥梁跨越维尔京河。公路整体沿著維爾京河蜿蜒前进，但也有几处弯道是透過钻炸法建成。
由於峡谷在18号出口處略有变宽，聯邦土地管理局於1970年代曾在該出口旁設立一公路服务区，但於1996年關閉。2002年，亞利桑那州交通部放棄該公路服务区的土地使用權，並轉由聯邦土地管理局全權管理。。
公路在18号出口後继续与维尔京河平行，但偏移距离逐漸加寬。公路两側可見到包括红荆、梣树、棉白杨、柳树和短叶丝兰等树在內，春天時還可看到如沙漠球葵、万寿菊和沙地马鞭草等花草点缀。公路在22.5英里處最后一次跨过维尔京河，沿黑岩峡谷继续向东，然后略朝东北转向进入地势更平坦的区域并经过27号出口。
公路接近28英里处建有由亚利桑那州交通部机动车司和犹他州交通部汽车运输司人员共同管理的称量站和口岸，将亚利桑那州段和不远处的犹他州段正式分隔。之後15号州际公路進入犹他州，通往圣乔治和盐湖城。

## 历史

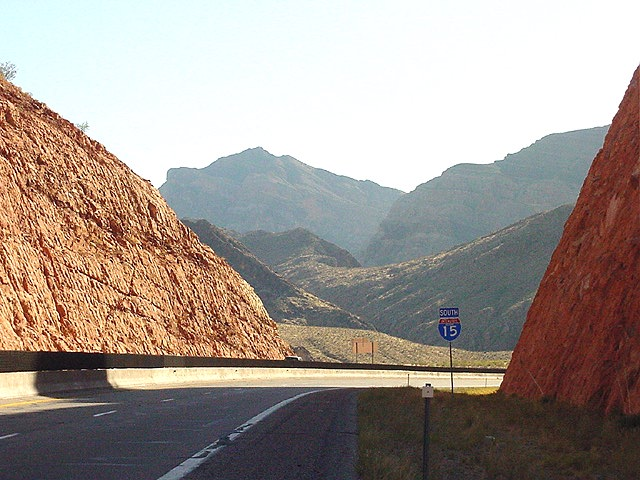
沐浴在午后阳光中的15号州际公路

此路段的前身最早可追溯到其中一條老西班牙步道（Old Spanish Trail）：阿米霍路線（Armijo Route）。該步道在离开南加利福尼亚州後在小田與主步道分離，經過维尔京河大峡谷後跨过州界抵达四角落区域。
20世纪20年代，箭头公路和91号美国国道先后通车，人们可以驾车从内华达州和犹他州沿路北上，在犹他州转向东进抵达圣乔治。
计划修建州际公路期间，联邦政府决定將原本91号美国国道的路線（从内华达州到犹他州的圣乔治）縮短19公里，让新建的公路通过维尔京河大峡谷。此舉能在充分展現峽谷风景的同时有更低的地势以便卡車通行。内华达州至维尔京河大峡谷路段率先在20世纪60年代初修好，大弯曲湿地上的桥梁于1962年建成，维尔京河上靠近小田的桥梁在1964年完成。1965年，跨過黑岩路（27號出口）的高架橋通车。

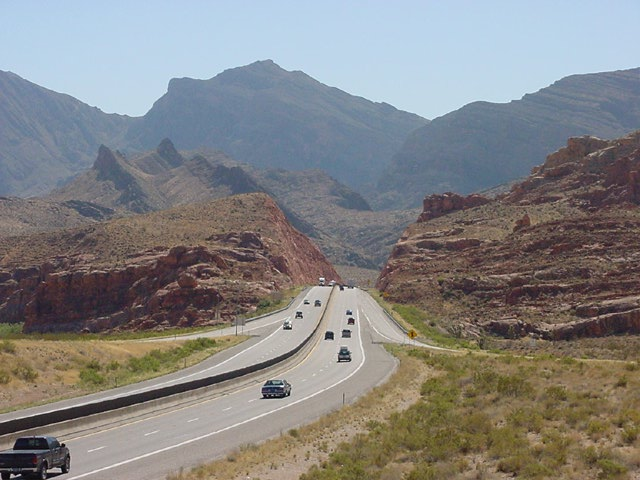
18号出口附近的15号州际公路

峡谷内的公路建设非常困難，直到1973年12月14日才全面开放。为加快建设速度，犹他州曾将部分联邦公路基金借给亚利桑那州：儘管这条公路對亚利桑那州的交通幫助不大，在连接盐湖城與拉斯维加斯和西南方向的洛杉矶上起到重要作用。
獲得更多預算後，工程仍面临重重困难。峡谷内的山洪和流沙经常导致设备和建筑材料一夜之间不翼而飞。更甚，1969年10月飞入峡谷侦察地形的直升机因大风坠毁，造成一名飞行员丧生。为穿越峡谷内崎岖复杂的地形，施工隊必須從德克萨斯州借來一台沼泽越野车來協助建設這段公路，接著需在维尔京河上再修四座大桥，其中最西面的桥和从西往东第三座桥（承载北行车道）于1972年完工。所有桥梁皆在1973年前完成。
路段正式通车前就被稱為亚利桑那州最秀丽的公路。《亚利桑那公路》（Arizona Highways）杂志1988年曾发文，称这截公路非但没有减少來自大自然鬼斧神工的魅力，反而令景色更加迷人。维尔京河共改道12次之多，导致这段公路成为全美造价最高的乡村高速公路，平均每公里耗费620万美元（按2007年物價水準計算）。

## 出口
全線均位於莫哈维县境內。
| 地點                                       | 英里  | 公里  | 出口 | 接點         | 備註                         |
| ------------------------------------------ | ----- | ----- | ---- | ------------ | ---------------------------- |
|                                            | 0.00  | 0.00  |      | 往拉斯维加斯 | 进入内华达州                 |
| 海狸坝                                     | 8.61  | 13.86 | 8    | 海狸坝、小田 | 與CR91（前91号美国国道）交岔 |
| 海狸坝                                     | 9.63  | 15.50 | 9    | 沙漠泉（Desert Springs）   | 过去叫农场路                 |
|                                            | 18.35 | 29.53 | 18   | 雪松袋（Cedar Pocket）   |                              |
| 黑岩                                       | 27.49 | 44.24 | 27   | 黑岩路（Black Rock Road）   |                              |
|                                            | 29.43 | 47.36 |      | 往盐湖城     | 进入犹他州                   |
| 1.000英里＝1.609公里；1.000公里＝0.621英里 |       |       |      |              |                              |